# Campylopus obrutus
Campylopus obrutus là một loài Rêu trong họ Dicranaceae. Loài này được Thér. & P. de la Varde mô tả khoa học đầu tiên năm 1928.